# مویینتسی
مویینتسی (به صربی: Mojinci) یک منطقهٔ مسکونی در صربستان است که در دیمیتروگراد واقع شده‌است. مویینتسی ۳۴ نفر جمعیت دارد.